# Соминское
Со́минское (бел. Со́мінскае) — озеро в Белоруссии, в Ивацевичском районе Брестской области. Озеро относится к водосборному бассейну реки Ясельды (левый приток Припяти) и расположено в бассейне Огинского канала.
Площадь водного зеркала — 0,46 км², площадь его водосбора — 4,79 км². Длина озера равна 0,92 километра, ширина — 0,65 километра, длина береговой линии — 2,6 километра. Глубина озера достигает 33,5 метров. Его объём равен 2,94 млн м³.
Котловина озера имеет карстовое происхождение. Берега преимущественно низкие, заболоченные, поросшие кустарником. Дно озера на мелководье (глубины до 10 метров) — песчаное, на более низких участках — сапропелевое.
С северной стороны в озеро впадают два небольших ручья, с южной стороны вытекает один. На западном берегу озера лежит деревня Сомино.
По берегам озёр построены небольшие усадьбы. Озеро пользуется большой популярность у туристов а также у рыболовов. Хозяева местных усадьб по желанию туристов организуют охоту.
В озере водятся такие виды рыб как: окунь, плотва, щука, лещ, линь и другие.